# Wapen van Puerto Rico

Het wapen van Puerto Rico

Het wapen van Puerto Rico werd in 1511 door de Spaanse koning aan Puerto Rico verleend, waarmee het wapen het oudste nog steeds gebruikte wapen van het continent is. Nadat de Verenigde Staten Puerto Rico als gebied in bezit kreeg na de Spaans-Amerikaanse Oorlog, was er tijdelijk een ander wapen. In 1905 werd echter weer besloten de originele versie te gebruiken en in 1976 werd de laatste kleine aanpassing aan het wapen gedaan.

## Beschrijving
Het schild heeft een groene achtergrond, wat de natuur in het land representeert. Het lammetje staat voor de Agnus Dei en de vlag die hij draagt voor Johannes de Doper, de beschermheilige van het land.
In de zestien rode en witte vakjes staan tekens voor het koninkrijk Castilië, het koninkrijk León, de Kroon van Castilië en het koninkrijk Jeruzalem.
Aan de zijkanten van het wapen staan respectievelijk een F en een Y, die staan voor Ferdinand II van Aragon en Isabella I van Castilië.
Helemaal onderaan staat het motto in het Latijn: "JOANNES EST NOMEN EJUS" ("Johannes is zijn naam"). Dit verwijst terug naar de beschermheilige van het land, Johannes de Doper.

## Wapens van gemeenten

Adjuntas
Aguada
Aguadilla
Aguas Buenas
Aibonito
Añasco
Arecibo
Arroyo
Barceloneta
Barranquitas
Bayamón
Cabo Rojo
Caguas
Camuy
Canóvanas
Carolina
Cataño
Cayey
Ceiba
Ciales
Cidra
Coamo
Comerío
Corozal
Culebra
Dorado
Fajardo
Florida
Guánica
Guayama
Guayanilla
Guaynabo
Gurabo
Hatillo
Hormigueros
Humacao
Isabela
Jayuya
Juana Díaz
Juncos
Lajas
Lares
Las Marías
Las Piedras
Loíza
Luquillo
Manatí
Maricao
Maunabo
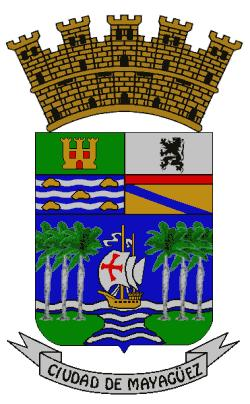
Mayagüez
Moca
Morovis
Nagüabo
Naranjito
Orocovis
Patillas
Peñuelas
Ponce
Quebradillas
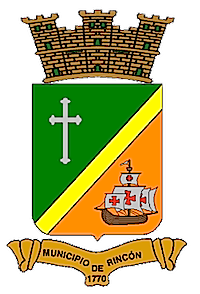
Rincón
Río Grande
Sabana Grande
Salinas
San Germán
San Juan
San Lorenzo
San Sebastián
Santa Isabel
Toa Alta
Toa Baja
Trujillo Alto
Utuado
Vega Alta
Vega Baja
Vieques
Villalba
Yabucoa
Yauco

Antigua en Barbuda · Aruba · Bahama's · Barbados · Belize · Canada · Costa Rica · Cuba · Curaçao · Dominica · Dominicaanse Republiek · El Salvador · Grenada · Guatemala · Haïti · Honduras · Jamaica · Mexico · Nicaragua · Panama · Saint Kitts en Nevis · Saint Lucia · Saint Vincent en de Grenadines · Sint Maarten · Trinidad en Tobago · Verenigde Staten
Afhankelijke gebieden

Amerikaanse Maagdeneilanden · Anguilla · Bermuda · Britse Maagdeneilanden · Groenland · Guadeloupe · Kaaimaneilanden · Martinique · Montserrat · Navassa · Puerto Rico · Saint-Pierre en Miquelon · Turks- en Caicoseilanden